# کهن‌شهر علیا
کهن‌شهر علیا روستایی در دهستان نجف‌آباد بخش مرکزی شهرستان سیرجان استان کرمان ایران است.

## جمعیت
بر پایه سرشماری عمومی نفوس و مسکن در سال ۱۳۹۵ جمعیت این مکان ۶۸۴ نفر (۲۰۵خانوار) بوده‌است.